# 五染色體X症候群
五染色體X症候群（pentasomy X）又稱為49，XXXXX，這是一种染色体畸变，患者為有五条X染色體的女性，而不是正常的两条。症状包括可能智能障礙、身材矮小、耳朵位置偏低、肌肉張力低下和發展遲緩 。并发症包括可能合併先天性心脏病。
此疾病是因為父母的生殖细胞在形成过程中發生的问题引起。危险因子包括受孕时父母年龄较大。根据可能的疑似症状，再由染色体分析來確認诊断。
依症状进行治疗。这种疾病极为罕见，截至 2011 年，报告的病例不到 40 例 。据估计，大约每25万名女性中會有1人患病。此病于 1963 年首次被描述。